# Bonnefoy-Sauce
Die Bonnefoy-Sauce oder Weiße Bordelaiser Sauce ist eine warme Sauce der französischen Küche, die zu gegrilltem Fisch oder weißem Fleisch serviert wird und Basis der Garnitur à la Bordelaise ist.

## Herstellung
Für die Bonnefoy-Sauce werden zuerst gehackte Schalotten, Thymian, weißer Pfeffer und Lorbeerblatt mit Weißwein – gegebenenfalls mit einem kleinen Anteil Cognac – verkocht, dann mit einer zum Fisch bzw. Fleisch passenden Velouté aufgegossen. Dieser Ansatz wird reduziert, passiert und zum Schluss mit Butter montiert (aufgeschlagen).
Die Sauce kann noch mit gehacktem, blanchiertem Rindermark und klein geschnittener Petersilie ausgarniert werden.

## Abgrenzung zum Tiefkühlprodukt Schlemmerfilet à la Bordelaise
Das als Tiefkühlprodukt erhältliche, fischhaltige Schlemmerfilet à la Bordelaise enthält keine Bonnefoy-Sauce und entspricht somit auch nicht der klassischen Garnitur à la bordelaise für Fisch. Es wurde 1969 von der Firma Iglo als eines der ersten Fertiggerichte eingeführt; laut Angaben des Herstellers soll die Bezeichnung nur auf die französische Esskultur allgemein verweisen.